# Processo breve
Con processo breve si indica un progetto di riforma inerente alla durata temporale dei processi giudiziari, presentato da Maurizio Gasparri e altri durante la XVI Legislatura.
Era contenuto nel disegno di legge S.1880 "Misure per la tutela del cittadino contro la durata indeterminata dei processi".

## Iter parlamentare
Il ddl, presentato al Senato della Repubblica il 12 novembre 2009 dalla maggioranza parlamentare di centrodestra, a prima firma di Maurizio Gasparri,  si ritiene sia stato messo a punto dall'onorevole Niccolò Ghedini deputato del PdL e legale del premier.
Il disegno di legge porta la prima firma di Maurizio Gasparri (PdL), oltre che di Gaetano Quagliariello (PdL), Federico Bricolo (Lega Nord) e di altri senatori del centrodestra (Tofani, Casoli, Bianconi, Izzo, Centaro, Longo, Allegrini, Balboni, Benedetti, Valentini, Delogu, Gallone, Mazzatorta, Mugnai, Valentino)
Il Senato della Repubblica (relatore Giuseppe Valentino del PdL) ha approvato il testo (composto in tutto di tre articoli) il 20 gennaio 2010. Il ddl è rimasto all'esame della Camera fino alla cessazione della XVI legislatura.

## Contenuto normativo

### Prima bozza di ddl
La prima bozza del disegno di legge prevedeva una durata ragionevole dei processi calcolata in 2 anni per ogni grado di giudizio, dopodiché sarebbe scattata la prescrizione; si sarebbe applicato:
- ai processi per reati con pene non superiori ai dieci anni di carcere[5]
- ad imputati incensurati
- solo nel 1º grado di giudizio, anche per processi già in corso

L'imputato può non avvalersi dell'estinzione del processo, dietro presentazione di una dichiarazione in udienza.
Il disegno di legge ha raccolto il plauso della maggioranza e del governo; il Partito Democratico ne ha paventato l'incostituzionalità mentre l'Italia dei Valori e Rifondazione Comunista hanno annunciato la raccolta firme per il referendum abrogativo in caso di entrata in vigore. L'ex presidente della Corte Costituzionale Antonio Baldassarre l'ha definito «incostituzionale» e «imbarazzante», mentre il direttivo dell'Associazione Nazionale Magistrati ha espresso contrarietà.
Le maggiori critiche al provvedimento si riferiscono a:
- la possibile estinzione di processi per gravi reati quali corruzione, concussione, oltre ad altri processi in corso di grande interesse (casi Eternit, ThyssenKrupp, Cirio e Parmalat) e che coinvolgono Silvio Berlusconi (caso Mills)
- l'esclusione dell'applicazione della norma per imputati recidivi, anche per reati di minima gravità, e per imputati di immigrazione clandestina

Secondo il ministro della Giustizia Angelino Alfano, il provvedimento riguarderebbe solo l'1% dei processi in corso.
Secondo l'ANM, il ddl porterebbe invece a prescrizione il 50% dei procedimenti pendenti a Roma, Bologna e Torino; il 20-30% a Firenze, Napoli e Palermo.
Secondo il Consiglio Superiore della Magistratura, le norme sul processo breve porterebbero all'estinzione tra il 10% e il 40% dei processi, e fino al 47% dei processi civili, in alcune parti d'Italia.

### Il DDL approvato al Senato
A seguito di discussione ed emendamento del testo al Senato della Repubblica, il disegno di legge licenziato dai senatori il 20 gennaio 2010 presenta le seguenti caratteristiche

#### Termini di estinzione del processo
Il processo si estingue se non si raggiunge il giudizio:
- in caso di reati indultati o indultabili (commessi cioè prima del maggio 2006), con pene inferiori nel massimo a 10 anni:
  - entro 3 anni dall'esercizio dell'azione penale da parte del PM, in primo grado;
  - entro 2 anni per l'appello
  - entro 1 anno e sei mesi per il giudizio in Cassazione.
- in caso di reati commessi dopo il maggio 2006 e con pene inferiori nel massimo a 10 anni:
  - dopo 2 anni per ogni grado di giudizio
- in caso di reati più gravi, entro:
  - 4 anni per il primo grado;
  - 2 anni per l'appello;
  - un anno e sei mesi per la Cassazione
- in caso di reati per mafia e terrorismo:
  - 5 anni per il primo grado
  - 3 anni per l'appello
  - 2 anni per la Cassazione

Se la Cassazione dispone l'annullamento dei processi precedenti e il rinvio a nuovo giudizio, ogni grado del nuovo processo dovrà durare al massimo un anno.
In caso il processo sia particolarmente complesso o con un alto numero di imputati, il giudice potrà decidere di aumentare fino ad un terzo i termini temporali.
Il corso dei termini è sospeso, fino al giorno di cessazione della causa di sospensione:
- in caso di richiesta di autorizzazione a procedere;
- se c'è impedimento dell'imputato o del difensore;
- al fine di conseguire la presenza dell'imputato che deve essere estradato.

Se si estingue il processo la parte civile trasferisce l'azione in sede civile e la sua azione dovrà avere priorità.
L'imputato può anche non avvalersi del cosiddetto processo breve.
Le norme saranno applicabili anche ai processi in corso davanti alla Corte dei Conti, purché siano ancora in primo grado e questo non si sia concluso in cinque anni. Non varrà invece se il giudizio contabile è già in appello.

#### Equa riparazione
La parte interessata potrà fare domanda di equa riparazione per il ritardo subito con il processo al presidente della Corte d'Appello del distretto in cui ha sede il magistrato competente, che dovrà pronunciarsi entro quattro mesi con decreto motivato. In caso di accoglimento, il rimborso dovrà essere pagato entro 120 giorni. Il pagamento potrà essere sospeso dalla Corte d'Appello «per gravi motivi».

#### Norma transitoria
Nel testo approvato al Senato è presente anche una norma transitoria in quanto attinente esclusivamente ai processi non giunti ad alcuna sentenza ma già in corso e solo se relativi a reati indultati o indultabili, commessi cioè prima del maggio 2006, e se hanno pene inferiori a 10 anni. Tale norma dispone quindi una prescrizione che scatta dopo due anni di processo di primo grado a imputati incensurati. Il tetto dei due anni vale anche per i processi in essere davanti alla magistratura contabile, purché siano ancora in primo grado e questo non si sia concluso entro cinque anni.

## Reazioni al DDL
Secondo l'opposizione, il provvedimento (assieme all'analogo DDL sul legittimo impedimento, entrambi preparati da Niccolò Ghedini) punta a far estinguere i processi Mediaset e Mills in cui è imputato Silvio Berlusconi.
Secondo il presidente dell'ANM Palermo, Nino di Matteo, "solo i processi per i reati cosiddetti bagatellari, a carico dei poveracci, potranno giungere a conclusione prima della prescrizione. Tutti gli altri processi, anche quelli per i reati più gravi, la cui linea di confine con i reati di mafia è assai sottile, andranno in fumo.
Secondo molti esperti di giustizia, le strategie difensive porteranno a prediligere i dibattimenti, nella speranza di superare i limiti di tempo, e non più i riti alternativi come abbreviati e patteggiamenti, causando di fatto un generale allungamento dei tempi processuali.
Carlo Taormina, già avvocato di Berlusconi, dopo averlo definito "Vergognoso, criminale, criminogeno e ridicolo" ha analizzato il disegno di legge all'interno della strategia processuale di Silvio Berlusconi a seguito della bocciatura del lodo Alfano da parte della Corte Costituzionale. Secondo Taormina, Berlusconi ha premuto sull'approvazione del processo breve come minaccia per alzare il prezzo e ottenere la norma sul legittimo impedimento. Tale norma, che secondo Taormina è "palesemente incostituzionale" in quanto "il presupposto dell'impedimento è una carica", è esplicitamente temporanea per permettere l'approvazione di un lodo Alfano-bis come legge costituzionale
Nicola Gratteri, procuratore aggiunto della DDA di Reggio Calabria, ha definito il ddl come un "regalo alla mafia", soprattutto per quel che riguarda i reati legati alla Pubblica Amministrazione dove la mafia è presente.
Nel settembre 2010, il disegno di legge è stato accantonato, a seguito della recezione negativa da parte dell'opinione pubblica.

## Processi celebri coinvolti
Oltre a quelli di Berlusconi, i processi che potrebbero risentire dell'approvazione del DDL sul processo breve includono:
- a Torino[16]:
  - processo ThyssenKrupp
  - processo Eternit
- a Milano[17]:
  - processo Antonveneta: accuse di aggiotaggio ad Antonio Fazio e Luigi Grillo
  - processo sui derivati venduti dalle banche al Comune (accusa di truffa ai danni dello Stato)
- a Genova[18]:
  - processo sulla spartizione del Multipurpose (imputati Giovanni Novi, Sergio Carbone, Aldo Grimaldi e Aldo Spinelli);
  - processo Mensopoli (Carlo Isola, Stefano Francesca)
- a Parma[19]:
  - processo Parmalat
- a Bologna[20]:
  - processo sulla morte del piccolo Karim
  - processo sui concorsi pilotati alla facoltà di Medicina
  - processo sui cinque morti del Cessna mai decollato dall'aeroporto Marconi durante una bufera di neve
  - processo sulla guerra degli oculisti Scorolli-Meduri contro il rivale Campos,
  - processo sul caso di malasanità Daniela Lanzoni
  - processo per il comitato d'affari accusato di aver pilotato per anni i fallimenti a Firenze.
- a Firenze[21]:
  - processo con 24 imputati di corruzione, abusi e falsi sulle abnormi previsioni urbanistiche nel Comune di Campi Bisenzio
  - processo per truffa aggravata per la costruzione del parcheggio interrato in piazza Ghiberti a Firenze
  - processo per il disastro ferroviario di Viareggio del 29 giugno 2009, che distrusse un intero quartiere (disastro ferroviario e omicidio colposo plurimo)
- a Siena[21]:
  - processo sulla malasanità al Policlinico Le Scotte.
- all'Aquila[22]:
  - crollo della Casa dello Studente e del Convitto Nazionale in seguito al terremoto del 2009.
- a Palermo[11]:
  - i mille falsi invalidi a giudizio e i funzionari dell'INPS che li coprivano;
  - i dipendenti del Teatro Massimo che dichiaravano di avere tanti figli per gonfiare la busta paga;
  - gli imprenditori indagati per la bancarotta della società telefonica "Lts";
  - gli imprenditori che sfornavano diplomi falsi;
  - l'ex sindaco di Monreale Salvino Caputo, imputato di abuso d'ufficio e falso per aver fatto cancellare alcune multe;
  - diversi casi di malasanità.